# Laguna Muchacho
A  Laguna Muchacho é um lago localizado na Guatemala. Localiza-se no departamento de Jalapa, Município de Moyuta.